# Чорна вдова (Олена Бєлова)
Чорна вдова (Єлена Бєлова) — вигаданий персонаж, шпигунка з коміксів американського видавництва Marvel Comics і другий персонаж, що використовує ім'я Чорна вдова. Вперше з'явилась в Нелюди #5 (березень 1999 року) і була створена Девіном Ґрейсоном і Дж. Джонсом. Вона була навчена шпигункою і вбивцею в Червоній Кімнаті. Спочатку вороги Наташі Романової послали її, щоб убити Наташу Романову, пізніше вони стали союзницями. Вона була також у Щ.И.Т., Авангард і Гідрі, який змінив її у версії Супер-Адаптоїда. У якості Супер-Адаптоїда була одним з членів Вищої ради А. В. М. Вона повернулася до свого первісного кодового імені Чорна Вдова в 2017 році.
Флоренс П'ю зіграла персонажа в Кіневсесвіті Marvel у фільмі Чорна вдова.

## Історія публікації
Бєлова, друга сучасна Чорна вдова після того, як Наташа Романова спочатку була російською шпигункою ГРУ. Вона дебютувала на Нелюди 2, #5 (березень 1999 року) та була повністю введена в 1999 Марвел Найтс міні-серії Чорна Вдова. Другий мінісеріал, також під назвою «Чорна Вдова» та з Наташею Романовою і Шибайголовою, а потім в 2001 році. У наступному році вона отримали власні три комікси «Чорна Вдова» (офіційно Чорна Вдова: блідий павучок в серії поштових марок). З червня по серпень 2002 року письменники Ґреґ Рука і художник Іґор Кордєй створили комікс, який показав становлення другої сучасної Чорної вдови, у подіях, що передували її Нелюди.

## Біографія
У 15 років була завербована ГРУ на заміну Наташі Романовій, яка знайшла притулок у США та стала супергероїнею у ролі «Чорної вдови». Бєлова аморальна шпигунка і вбивця, навчена в червоній кімнаті з тими ж шпигунами, які тренувалися з Наташею Романовою, першою Чорною Вдовою. Після смерті свого тренера, Петра Васильовича Старковського, стає новою Чорною Вдовою. Вона затримує і усуває його вбивцю, не знаючи, що і його вбивство, і розслідування були частиною хитрості, щоб змусити Бєлову заявити про себе як нову Чорну вдову. Вважаючи себе законною наступницею титулу «Чорна вдова», Єлена з ентузіазмом волонтерує до місії, яка поставить її в протистояння з Наташею, хоча зустріч і протистояння між ними не ведуть до вирішального бою. Наташа називає Єлену «маленькою» та «росіянкою», і заохочує її знайти те, що робить її унікальною особистістю, а не сліпо присвячувати себе своїй нації. Пізніше Наташа піддає Єлену жорстокій, але необхідній маніпуляції, щоб зруйнувати її ілюзії щодо імені «Чорна вдова» та навчити її реальності шпигунської індустрії. Врешті Бєлова тікає на Кубу, де стає успішною підприємицею та моделлю.
Однак її заманюють Щ.И.Т., і вона бере участь у видобутку вібраніуму в Антарктичній дикій землі. Незабаром після цього вона ледве переживає напад Саурона, отримавши важкі опіки і згодом звернувшись із пропозицією помститись Щ.И.Т. і новим Месникам.
Бєлова генетично змінена терористичною організацією Гідра, оскільки отримала виснажливі та зневірені тілесні ушкодження після останньої зустрічі з Новими Месниками в Дикій землі. Гідра завербувала її з перспективою помсти та після найму на службу А. І. М. перевели її розум у її в нову версію Супер-Адаптоїда. Це тіло було таким, як у Бєлової спочатку, поки не почало змінюватись. Тепер, оснащена можливістю копіювати вигляд «Нових Месників», вона залучає команду супергероїв до бою. В кінцевому підсумку вона переможена комбінацією 49 послідовних озброєнь Тоні Старка від «Залізної людини» — від першої, «Казки про суспензію» № 39, до нинішньої сили, та використання Сентрі своєю порожнечою персоною, яку вона поглинає з рештою «Сентрі» сили та енергія. Коли її перемогли, Гідра відключає її, використовуючи віддалений механізм саморуйнування, який вони імплантували в неї, не дозволяючи їй розкривати технологію Новим Месникам.
Вона повернулася до групи Авангард.
Під час Темного Правління Квазімодо досліджував Олену Бєлову для Нормана Озборна. Бєлова приєдналась до Громовержців. Однак, зрештою, було виявлено, що насправді Наташа Романова переодягається, виступаючи подвійною агенткою Ніка Ф'юрі. Вона вважала, що вона замаскована під Бєлову від імені Ф'юрі, посаджена для Озборна, щоб знайти і запросити до грому. Однак Озборн виявив її. Після втечі Наташі з Громовержців Озборн потім виявив справжню Єлену і попередив її, що вона може стати його заміною в команді.
Справжню Єлену пізніше звільняють від стазису члени А. І. М., які встановлюють жіночий Адаптоїд на Вищій раді А. І. М. (поряд з Ендрю Форсоном, Гравітоном, Джудою, ентропіком, Менталло, Суперією та таємним майстром), як державний міністр у Багалії (країні, населеній надлюдьми).
Після смерти оригінальної Чорної вдови в руках Капітана Америки Єлена стала знову Чорно вдовою. Іноді Єлена подорожує світом, щоб убити генералів Гідри, які привернули увагу Наташі.

## Сили і здібності
Чорна Вдова на піку активного стану. Вона має військовий, бойовий і досвід шпигунства.
В якості Супер-Адаптоїда вона видозмінюється і перетворюється на Люка Кейджа, Залізну Людину, Міс Марвел, Часового, Людину-павука, Жінку-Павука і Росомаху.

## В інших медіа

### Мультсеріали
Персонажка з'являється в мультсеріалі Месники, озвучений Джулі Натансон. Нова Чорна Вдова вводиться в третій сезон, Месники: Революція Альтрона, завдяки Барону Штрукеразу реактивацією Червоної Кімнати. В епізоді «Двоїться в очах», вона відправляється викрасти Брюса Баннера, щоб залучити до Штрукера бази в Сибіру. Коли Наташа Романова приїхала, Наташа билась проти Олени дізнавшись про цю Чорної Вдови і як Стракер використовує Зимового Солдата, щоб визвати Зимного Галка. Капітан Америка та Залізна Людина прибувають допомогти Наташі боротися з Оленою, і вони починають битва з Зимовим Галком. Романова відключає контролювач розуму у Червоній кімнаті і Олені все-таки вдалося втекти. Персонаж повернеться в четвертому сезоні, Месників: Секретні війни, тепер називає себе Малиновою вдовою. В епізоді «Втеча з в'язниці», вона разом з Зардою і Тифозною Мері задумали втечу з в'язниці в сховище, яке зірвали Капітан Марвел і Оса. В епізоді «Чому я ненавиджу Хеллоуїн», Малинова вдова і Кроссбоунсом вирушають перехопити Уїтні Фрост від Соколиного ока. Після втечі з Дракулевої армії вампірів, Малинову вдову і Кроссбоунса затримують Месники.

### Фільми

#### Кіновсесвіт Marvel
- «Чорна вдова» (2021)
- «Соколине Око» (2021) (1 сезон)

Флоренс П'ю зіграла персонажа в Кіневсесвіті Marvel у фільмі Чорна вдова.
Режисерка Кейт Шортленд сказала, що Романова «передає [Бєловій] естафету» у фільмі, що «порушить іншу жіночу сюжетну лінію».Скарлетт Йоганссон, яка грає Романову, сказала, що Бєлова буде стояти самостійно в порівнянні з персонажем Скарлет, тоді як П'ю сказала, що між ними була «різниця поколінь», зазначивши, що Бєлова «невибачлива, впевнена в собі та допитлива… і емоційно смілива». Крім того, П’ю заявила, що Бєлова «точно знає, як функціонувати в тих сферах, в яких її навчали, але вона поняття не має, як жити звичайним життям, як людина», назвавши її «смертельною зброєю, але й трохи дитиною». Спочатку Олена збиралася бути противником Наташі та намагалася скинути її з трону. Вайолет Макгроу зображує молоду Олену.
Акторка повторила роль Бєлової в серіалі кіновсесвіту Marvel «Соколине око».

### Відеоігри
- Костюм Чорної вдови Олени Бєлової доступний як альтернативний костюм для Наташі Романової портативного плейстейшен версії Marvel Ultimate Alliance..[21]
- Версія Чорної Вдови Олени Бєлової з'являється в Каратель: ніякої пощади. Вона є членом Щ. И. Т., яка йде на конфлікт з Карателем у фінальному ролику.[22]
- Олена Бєлова постає як Темна вдова в Marvel Месники альянсу.[23]
- Олена Бєлова є мінібосом у Marvel головоломка квест.[24]
- Костюм Чорної вдови Олени Бєлової доступний як альтернативний костюм для Наташі для гри Герої Marvel.[25]

### Комікси
- Версія Чорної Вдови Олени Бєлової з'являється в Лицарі Марвел — Жінка-Павук: агент В. О. С. Р. Д., озвучив JoEllen Анклам.[14]
- Версія Чорної Вдови Олени Бєлової з'являється в Марвел лицарі: нелюди, озвучені Сара Едмондсон.

### Романи
Олена Бєлова з'являється як головний антагоніст нові Месники: прорив, написаною Алісою Квітней. У романі вона представлена як колишня подруга Наташі Романової і сусідка з програми «Червона кімната». Після приєднання до фракції вигнаців С. Г. В. О. Л. Д., вона вступає в конфлікт з Наташею й іншими Месниками.